# Pholidoscelis cineracea
Espèce
Synonymes
- Ameiva cineracea Barbour & Noble, 1915

Statut de conservation UICN

 EX  : Éteint
Pholidoscelis cineracea est une espèce éteinte  de sauriens de la famille des Teiidae.

## Répartition
Cette espèce était endémique de Guadeloupe. Elle se rencontrait à Grand Îlet, à Marie-Galante et dans les îles des Saintes.
Elle n'a pas été observée vivante depuis 1928. Elle est considérée comme éteinte par l'UICN depuis 1994.

## Description
Le mâle holotype mesure 115 mm de longueur standard.

## Publication originale
- Barbour & Noble, 1915 : A revision of the lizards of the genus Ameiva. Bulletin of the Museum of Comparative Zoology at Harvard College, vol. 59, p. 417-479 (texte intégral).